# نیمه‌عمر
نیم‌عمر به مدت زمانی گویند که ماده پرتوزا به نصف مقدار اولیهٔ خود بر اثر واکنش‌های پرتوزایی کاهش یابد و با رابطهٔ ذیل تعریف می‌گردد:
{\displaystyle t_{1/2}={\frac {\ln(2)}{\lambda }}}
که در اینجا {\displaystyle {\lambda }} (لامبدا) را ثابت واپاشی گویند. نیمه عمر ایزوتوپ پرتوزا فلوئور-۱۸ به‌طور مثال حدوداً ۱۲۰ دقیقه‌ است.
نیم زیست اتم‌ها معیاری از ناپایداری آنهاست و برای مواد رادیواکتیو این پارامتر می‌تواند بین کسری از هزارم ثانیه تا چندین میلیون سال متفاوت باشد. برای نمونه نیمه عمر اتم کربن-۱۴ که میزان آن در مواد مختلف، معیار مناسبی برای زمان در تحقیقات باستان‌شناسی است، ۵۷۳۰ سال می‌باشد.
- نیم عمر را نباید به عنوان ‏علامت اختصاری برای "نصف یک عمر" تصور کرد. اگر نصف اتم‌های اصلی پس از زمان T½‎‏ بدون تغییر باقی بماند، پس از دو فاصله زمانی نیم عمر متوالی T½‎‏، یک چهارم ‏‏(‏‎½‎‏×‏‎ ½‎‏)، و پس از T ½‎‏3، یک هشتم اتم‌ها و همچنین تا آخر باقی خواهد ماند. جهت محاسبه تعداد نیمه عمر یا درصد تلاشی ماده پس از گذشت تعداد مشخصی نیمه عمر، می‌توان از رابطه ساده‌شده* زیر، استفاده کرد.

{\displaystyle {0.3}N={log}({\frac {\ 100}{\ 100-X}})}
که در آن: 
N= تعداد نیمه عمر   
و  X= درصد تلاشی ماده